# Maria Simma
Maria Simma (Sonntag, 5 febbraio 1915 – Sonntag, 16 marzo 2004) è stata una mistica austriaca, conosciuta per le sue presunte doti di veggente in contatto con le anime del purgatorio.

## Biografia
Maria Agata Simma, meglio conosciuta come Maria Simma, nacque il 5 febbraio 1915 a Sonntag, in Austria, da Giuseppe Antonio e Aloisa Rinderer. Le umili condizioni della famiglia la portarono a lavorare come bambinaia e domestica.
Molto religiosa, frequentò assiduamente i corsi di religione del suo curato, Kari Fritz; tentò anche di farsi suora, ma dovette rinunciare, dopo essere stata rimandata a casa per tre volte a causa della gracile costituzione.
Visse successivamente in casa del padre, accudendolo fino a quando egli morì, nel 1947. In seguito visse da sola, in disagiate condizioni economiche, occupandosi dell'orto e accettando anche gli aiuti di gente caritatevole.
Formatasi spiritualmente durante i soggiorni in convento, si consacrò alla Madonna, impegnandosi a intercedere per le anime del purgatorio mediante la preghiera, i sacrifici e l'apostolato. Aiutava anche i bambini a prepararsi alla Prima Comunione, dimostrandosi all'altezza del compito.
All'età di venticinque anni, nel 1940, avrebbe cominciato a entrare in contatto con le anime del purgatorio; all'inizio pochi casi all'anno, ma dal 1954 contatti pressoché continui, sia di giorno che di notte.
La sua esperienza, descritta successivamente in diversi libri, la rese nota in Austria e all'estero; innumerevoli furono le conferenze da lei tenute, per sensibilizzare la gente sulle richieste di preghiera delle anime del purgatorio.
Morì a ottantanove anni il 16 marzo del 2004.

## A colloquio con le anime del purgatorio
Nel libro-intervista di Nicky Eltz citato in bibliografia, Maria Simma esponeva i punti più significativi emersi nei suoi contatti con le anime del purgatorio.
Premetteva che, a differenza degli spiritisti, «Noi non abbiamo il permesso di evocare i morti...nel mio caso, mai li ho chiamati, mai li chiamo e mai li chiamerò. Gesù ha permesso questa mia esperienza attraverso Sua Madre».
Affermava di non essere stata la sola ad avere contatti con le anime del purgatorio: «(Di esperienze come la mia) ce ne sono diverse, alcune famose, altre non conosciute. Padre Pio ha spesso visto le anime del purgatorio, poi ancora Santa Caterina da Genova, San Giovanni Bosco e Santa Brigida di Svezia».
Durante la sua singolare esperienza è entrata in contatto successivamente con tre vescovi, deputati alla sua diocesi: il primo, Franz Tschann, l'avrebbe «approvata silenziosamente», il secondo, Bruno Wechner, l'avrebbe «attivamente appoggiata», mentre il terzo, Klaus Küng, «non si è ancora espresso». Maria Simma fu seguita, dal 1938 al 1976, dal parroco di Sonntag, padre Alphons Matt, che l'aiutò e le fu amico. Dal 1976 ebbe come padre spirituale padre Fridolin Bischof, nuovo parroco di Sonntag, che disse: «Coloro che professano un'autentica fede cristiana ed una profonda pietà possono essere gli esempi migliori per gli altri che, con il loro aiuto, riescono a restare sulla retta via. Maria è tra costoro».
Secondo la mistica austriaca, le anime chiedono di essere aiutate da noi con la preghiera, la recita del rosario e soprattutto con la messa. Tra le critiche rivolte dalle anime ad alcune consuetudini attuali, particolare rilievo avrebbe, secondo la Simma, l'abitudine di somministrare la Comunione in mano: «In condizioni normali, solo le mani consacrate dei sacerdoti devono distribuire la Comunione».
Per quanto riguarda le apparizioni mariane, sottolineava i frutti importantissimi che ne sono derivati, in particolare le conversioni, citando Lourdes, Rue de Bac, Fátima e anche Medjugorje.
Ricordava inoltre che il Signore «ci avverte con disastri ecologici naturali e causati dall'uomo, tra cui vi sono i terremoti, le grandi carestie e le pesti, di cui l'AIDS non è l'ultima. Nessuno può negare che queste cose continuano di fatto a verificarsi e con una regolarità impressionante. Ma una cosa per la quale pochissimi sono preparati è un crollo dell'economia mondiale che metterà i grandi e i potenti letteralmente in ginocchio».